# Gadebusch
Gadebusch (IPA ˈɡaːdəbʊʃ) er en by og kommune i det nordøstlige Tyskland, beliggende under Landkreis Nordwestmecklenburg i delstaten Mecklenburg-Vorpommern. Den ligger mellem Lübeck og Schwerin.

## Historie
I 1225 fik Gadebusch bylov. Slaget ved Gadebusch i 1712 var den sidste svenske sejr i den store nordlige krig. Den tyske digter Carl Theodor Körner blev dræbt i en kamp i 1813 nær Gadebusch. Mellem 1952 og 1994 var byen administrationsby i kreisen.

## Bydele
Gadebusch består af følgende bydele:
| - Buchholz - Dorf Ganzow - Ganzow - Güstow | - Klein Hundow - Möllin - Neu Bauhof | - Reinhardtsdorf - Stresdorf - Wakenstädt |

## Galleri
- Rådhus og kirke
- Udsigt over kirken fra nord
- Wollbrügger Straße
- Togstation Gadebusch